# Филипенко Олександр Іванович
Олександр Іванович Филипенко — український науковець, декан факультету АКТ, професор кафедри комп'ютерно-інтегрованих технологій, автоматизації та мехатроніки, член Координаційної Ради Асоціації випускників ХНУРЕ, доктор технічних наук, професор.

## Біографія
У 1983 він закінчив навчання у Харківському інституті радіоелектроніки і отримав диплом з відзнакою зі спеціальності «Конструювання та виробництво радіоелектронної апаратури».
У період з 1983 до кінця 1984 років обіймав посаду інженера конструкторського бюро «Електроприладобудування», а з листопада 1986 почав працювати в Харківському інституті радіоелектроніки на кафедрі «Технології та автоматизації виробництва радіоелектронних та електронно-обчислювальних засобів».
Спочатку Олександр Филипенко був молодшим науковим співробітником (до 1989 року), потім науковим співробітником та асистентом (з 1989 по 1993 рік).
З 1993 року він став спочатку старшим викладачем, а через два роки доцентом.
У 1995 році Олександр Филипенко захистив кандидатську дисертацію.
У період з 2000 до 2003 року був докторантом, з 2003 по 2005 рік — доцентом, а з 2005 року — професором на кафедрі.
У 2004 році ним була захищена докторська дисертація за спеціальністю «Автоматизація процесів керування».
У 2007 році йому присудили вчене звання професора при кафедрі технології та автоматизації виробництва радіоелектронних та електронно-обчислювальних засобів.
З 2005 року Олександр Филипенко обіймає посаду декана факультету автоматики і комп'ютеризованих технологій.

## Наукова діяльність
Наукові інтереси Олександра Филипенка:
- автоматизовані технології виробництва та контролю компонентів волоконно-оптичних систем передавання інформації;
- автоматизовані технології виробництва та контролю компонентів мікрооптоелектромеханічних систем (MEMS, MOEMS);
- автоматизація та управління в технології електронних засобів.

Окрім того, ним здійснюється підготовка магістрів та докторів філософії. Олександр Филипенко також член двох спеціалізованих рад із захисту докторських дисертацій.
Частика його наукового доробку була впроваджена на ДП «Радіореле». Також він був відповідальним виконавцем 7 науково-дослідних робіт, що виконувалися на базі Харківського національного університету радіоелектроніки за державним замовленням.

## Міжнародна діяльність та участь у міжнародних проєктах
Олександр Филипенко брав активну участь у організації співробітництва з такими відомими компаніями як:
- LG Electronics;
- FESTO;
- JABIL Circuit;
- FLEX;
- Philip Morris;
- Siemens PLM;
- Autodesk;
- Phoenix Contact;
- National Instruments;
- Texas Instruments[2].

## Нагороди та премії
- Стипендія Кабінету Міністрів України молодим ученим (1994);
- Почесна Грамота МОН України (2009);
- Почесна грамота Харківського міського голови;
- Знак «Відмінник освіти» (2018).
- Державна премія України в галузі освіти (2019)[3].

## Публікації
Олександр Филипенко автор понад 140 публікацій, серед яких:
- Filipenko O., Sychova O., Ponomaryova A. Optical losses at angle relative rotation in photonic crystal fiber connections// 2nd International Scientific-Practical Conference Problems of Infocommunications Science and Technology, PIC S and T 2015. — Р. 104—107.
- Filipenko O., Donskov O., Chala O. The influence of geometric characteristis on a bandwidth of the photonic crystal waveguide // 2nd International Scientific-Practical Conference Problems of Infocommunications Science and Technology, PIC S and T 2015. — Р. 93—94.
- Filipenko O. I., Donskov O. N., Saliieva V. E. Optimization of the input edge geometry of 2-D photonic crystal waveguide // Proceedings of the International Conference on Advanced Optoelectronics and Lasers, CAOL, 2016. — Р. 78—79.
- Filipenko O., Donskov O. Investigation of the 2-D photonic crystal demultiplexer // Proceedings of the International Conference on Advanced Optoelectronics and Lasers, CAOL, 2016. — Р. 60—61.
- Filipenko O., Sychova O. The identification method of the photonic-crystal fiber mode field diameter maximum position: Experimental researches // Proceedings of the International Conference on Advanced Optoelectronics and Lasers, CAOL, 2016. — Р. 105—107.
- Filipenko O., Sychova O., Ponomaryova G. Determining of the photonic-crystal fibers mode field size at his near field image // 3rd International Scientific-Practical Conference Problems of Infocommunications Science and Technology, PIC S and T 2016. — Р. 81—83.
- Filipenko O. I., Donskov O. M. Determining the dependence of photonic band gap characteristics on the material refractive index // Telecommunications and Radio Engineering (English translation of Elektrosvyaz and Radiotekhnika). — 77 (1). — Р. 39—46.
- Filipenko O., Sychova O. Improving of photonic crystal fibers connection quality using positioning by the autoconvolution method // 4th International Scientific-Practical Conference Problems of Infocommunications Science and Technology, PIC S and T 2017. — Р. 493—496.